# Karl Theodor Wenzelburger

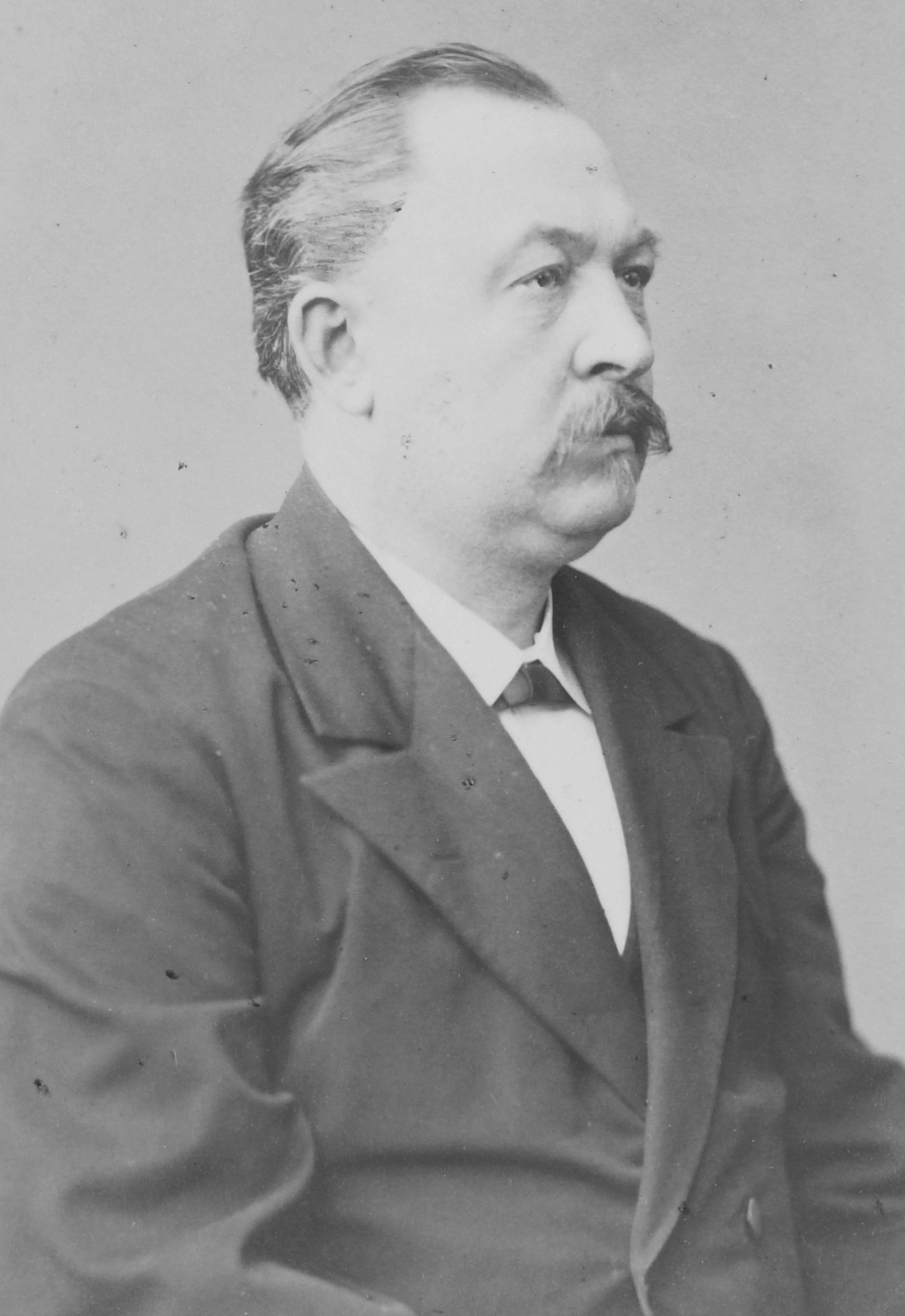
Karl Theodor Wenzelburger um das Jahr 1890

Karl Theodor Wenzelburger (* 5. März 1839 in Braunsbach bei Schwäbisch Hall; † 10. Februar 1918 in Amsterdam) war ein deutscher Historiker.

## Leben
Karl Theodor Wenzelburger wurde 1839 im württembergischen Braunsbach geboren als Sohn des evangelisch-lutherischen Pfarrers Johann Georg Wenzelburger und dessen Ehefrau Maria Magdalena, geb. Drechsel. 1851 verzog die Familie nach Suppingen bei Blaubeuren. In Blaubeuren besuchte er das Gymnasium. Wenzelburger studierte dann Theologie und Philosophie in Tübingen und anschließend in Heidelberg, wo er in Literatur promovierte. 1858 wurde er Mitglied der Studentenverbindung Staufia Tübingen. Für seine Heimat Württemberg nahm er 1866 am Deutschen Krieg gegen Preußen teil. Er war dann im Journalismus tätig.
Ab 1870 hatte Wenzelburger seinen Wohnsitz in den Niederlanden, wo er in Rotterdam als Privatlehrer tätig wurde. Von 1871 bis 1878 arbeitete er als Deutschlehrer an der Realschule (Hogere Burger School) in Delft und danach bis 1882 an der Öffentlichen Gewerbeschule (Openbare Handelsschool) in Amsterdam. Er war Mitarbeiter der Vossischen Zeitung und ab 1885 Korrespondent der Kölnischen Zeitung in den Niederlanden. Er schrieb Artikel und Buchbesprechungen zur niederländischen Geschichte in der Historischen Zeitschrift, vor allem über die Aufstände im 17. Jahrhundert. Als Mitarbeiter der Allgemeinen Deutschen Biographie verfasste er rund 60 Artikel überwiegend zu Personen der niederländischen Geschichte.
Wenzelburgers Hauptwerk waren zwei zwischen 1879 und 1886 erschienene historische Titel in der Reihe Geschichte der europäischen Staaten, die Geschichte der Niederlande. Der erste Teil reichte von den frühesten Zeiten bis zur Herrschaft von Karl V. Der zweite Teil befasste sich mit dem Achtzigjährigen Krieg und dem Westfälischen Frieden. Ein dritter Teil war in Aussicht gestellt, erschien aber nicht mehr.
Am 15. März 1910 wurde in Amsterdam Wenzelburgers 25. Jahrestag als Korrespondent gefeiert. Er wurde von der Königin zum „Ritter im Orden von Oranien-Nassau“ ernannt. Gefeiert wurde er auch in Köln, wo der deutschen Kaiser ihn zum „Ritter IV. Klasse des Roten Adlerordens“ ernannte. Wenzelburger, der in Amsterdam an der Herengracht lebte, starb dort am 10. Februar 1918, fast 79 Jahre alt. Am 13. Februar wurde er auf dem Amsterdamer Friedhof Zorgvlied beigesetzt. Die Trauerrede hielt der deutsche Generalkonsul Baron H. P. von Humboldt-Dachroeden.

## Werke (Auswahl)
- Erzbischof Codde von Utrecht. In: Historische Zeitschrift, Bd. 34 (1875), S. 241–305.
- Johann van Oldenbarneveld und sein Prozeß. In: Historische Zeitschrift, Bd. 35 (1876), S. 381–421.
- Geschichte der Niederlande. 2 Bände, Perthes, Gotha 1879–1886 (= Geschichte der europäischen Staaten, Werk 6)
- Rembrandt – 26 Photogravüren nach den schönsten Gemälden der Ausstellungen in London, Jan. – Febr. 1899 und Amsterdam Sep. – Oct. 1898.
Scheltema & Holkema, Amsterdam – A. Asher & Co., Berlin 1899. [Einleitender Text von Cornelis Hofstede de Groot, Übersetzung von K. Th. Wenzelburger.]
- Die Geschichte der Buren. Banckwitz, Nürnberg 1902.
- Alle ADB-Artikel von Karl Theodor Wenzelburger